# Gaspard Augé
Pour les articles homonymes, voir Augé.
Gaspard Augé, né le 21 mai 1979 à Besançon, est un musicien français. Il est l'un des membres du duo de musique électronique français Justice avec Xavier de Rosnay.

## Biographie

### Famille
Issu d'une famille d'industriels protestants de Besançon, il est le petit fils d'André Augé, fondateur d'Augé découpage (actuel groupe de métallurgie Diehl) et neveu de Jean-Claude Augé, leader mondial du ressort de montre dans les années 1960 devenu AMTE Augé microtechnique.

### Jeunesse
Son premier projet musical s'intitulait Microloisir (Back in your Eyes). Puis, il devient graphiste rétro-futuriste, sous le pseudonyme Gaspirator et conçoit des tee-shirts pour Sixpack France (dont un porté par M. Pokora dans le clip Dangerous).

### Carrière
Avec Xavier de Rosnay, il forme le duo Justice. 
En 2010, il réalise les pochettes des EP de Surkin Silver Island, Fan Out Remixes et Ultra Light. Gaspard est de plus choisi pour composer les musiques du film Rubber de Quentin Dupieux, alias Mr Oizo (du même label). Il fait une apparition dans le film dans le rôle d'un auto-stoppeur. 
En 2011, il revient avec Xavier de Rosnay et Justice avec un premier extrait (Civilization) du second album du groupe sorti le 24 octobre. L'album, Audio, Video, Disco n'est pas salué par la critique mais le 4 novembre l'ensemble des concerts affichent complet.
En juin 2021, il publie son premier album solo intitulé Escapades, incluant notamment le titre à succès Force Majeure. Le même mois, le morceau Europa est utilisé dans une publicité pour Louis Vuitton. En octobre, le morceau Rocambole est utilisé dans une publicité pour Google.
En février 2023, le morceau Captain est utilisé dans une campagne de pub de TikTok. Plus tard, en avril de la même année, le titre phare Force Majeure est utilisé par le Groupe ADP dans son film publicitaire "Extra&Ordinaire".

## Discographie

### Albums studio
- 2021 - Escapades

### Singles
- 2021 - Force majeure
- 2021 - Hey!

### Collaborations
- 2010 - Rubber EP (Gaspard Augé et Mr Oizo)

## Filmographie
- 2010 : Rubber
- 2020 : Mandibules